# Bonnard, Pierre et Marthe
Bonnard, Pierre et Marthe (bra: A Musa de Bonnard) é um filme de 2023 dirigido por Martins Provost. Teve sua estreia mundial na seção Cannes Premiere no Festival de Cannes 2023. No Brasil, foi lançado pela California Filmes nos cinemas em 6 de junho de 2024, antes do lançamento, foi apresentado no Festival Varilux 2023.

## Sinopse
O filme traça a vida do pintor francês Pierre Bonnard (1867-1947) e de sua esposa Marthe de Méligny (1869-1942) ao longo de cinco décadas.

## Elenco
- Vincent Macaigne : Pierre Bonnard
- Cécile de France : Marthe de Méligny
- Stacy Martin : Renée Monchaty
- Anouk Grinberg : Misia Godebska
- Grégoire Leprince-Ringuet : Édouard Vuillard
- André Marcon : Claude Monet
- Hélène Alexandridis : Alice Hoschedé
- Peter Van Den Begin : Alfred Edwards
- César Domboy : Charles
- Stanislas Merhar : Thadée Natanson
- Jonathan Frajenberg : Paul Signac
- Marcel Gonzalez : José Maria Sert
- Jean-Christophe Brétignière : Eugène Druet
- Philippe Richardin : Maurice Denis

## Recepção
Na França, o filme tem uma nota média de 2,8/5 no agregador do AlloCiné, calculada a partir de 23 resenhas da imprensa.